# Rallye Monte Carlo 1968
Rallye Monte Carlo 1968 byl zahajovací závod sezóny 1968 v rallye. Vítězem byl britský závodní Vic Elford na voze Porsche 911. Tovární tým Porsche byl na startu nováčkem.

## Popis závodu
Za největší favority byli považováni Gerard Larousse a Jean-Francois Piot na vozech Alpine A110, Bjorn Waldegaard s vozem Scania Vabis 911T. Úspěch se očekával i u vozů Lancia Fulvia. Celkový počet startujících byl více než 250. Monte tehdy tradičně začínalo hvězdicovými jízdami. To znamenalo že se závodníci do Monte Carla sjížděli z osmi různých měst po celé Evropě. Již tyto jízdy zpravidla vyřadily značné procento závodníků. Například ze třiceti posádek, které startovaly z Doveru jich do Monte Carla dojelo jen šest bez penalizací. Na vině bylo především špatné počasí. Například v Řecku zastihly závodníky přívaly deště a na jugoslávských hranicích tehdy byla obrovská mlha. Po střetu s osobním vozem zemřel spolujezdec Sandra Munariho Luciano Lombardini. Absolutně jiné počasí panovalo v Monte Carlu. Bylo teplé slunečně počasí. To zvyšovalo výhody vozů Alpine, které byly na prvních třech místech, a Porsche, když Elford byl hned za nimi. Kvůli poruše musel odstoupit Piot a Andruet havaroval. Díky tomu se Elford dostal na druhé místo za Laroussea. Na pořadí byly nejtěžší zkoušky Col de Turini, která se jela třikrát a Col de Couillole, která se jela dvakrát. Na té první Larousse navýšil svůj náskok ale na druhé Elford zabral a náskok stáhl o 51 sekund. Při druhé průjezdu na Col de Turini ale diváci naházeli do zatáčky sníh. Larousse havaroval a okolo nehody se strhla bitka. Tu ukončil až příjezd policie, která dva diváky zatkla. Elford tak zvítězil a Pauli Toivonnen vybojoval pro Porsche double. Po závodě se vyrojila řada spekulací, jak by závod dopadl, kdyby bylo klasické zimní počasí a kdyby Larousse neměl nehodu.

## Výsledky
1. Vic Elford – Porsche 911
2. Pauli Toivonnen – Porsche 911
3. Rauno Aaltonen – Mini Cooper S